# Стерналиці (Опольське воєводство)
Стерналиці (пол. Sternalice) — село в Польщі, у гміні Радлув Олеського повіту Опольського воєводства. Населення — 825 осіб (2011).

## Демографія
Демографічна структура станом на 31 березня 2011 року:
|          | Загалом | Допрацездатний вік | Працездатний вік | Постпрацездатний вік |
| -------- | ------- | ------------------ | ---------------- | -------------------- |
| Чоловіки | 427     | 100                | 279              | 48                   |
| Жінки    | 398     | 85                 | 235              | 78                   |
| Разом    | 825     | 185                | 514              | 126                  |